# Немковы
Немковы — род фабрикантов, которые проживали и осуществляли свою деятельность в городе Дмитрове Московской губернии.

## История

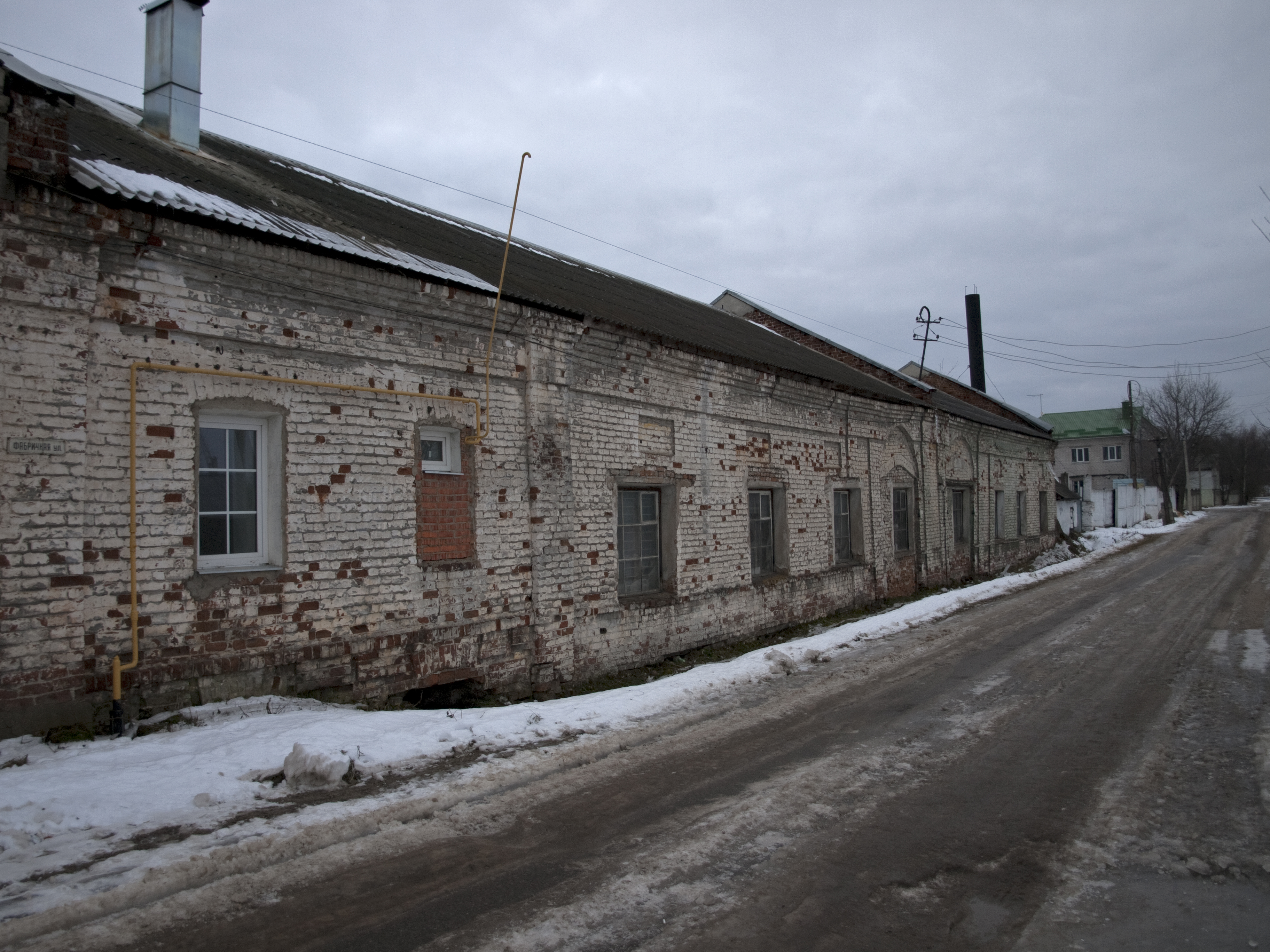
Фабрика Немковых. Улица Фабричная, 15, Дмитров

В городе Дмитрове в начале XX века жило несколько семей Немковых, чьё социальное положение значительно отличалось друг от друга: среди них были и небогатые мещане, и потомственные почётные граждане, и ближайшие родственники купца Е. А. Немкова.
Один из дмитровских купцов Немковых был среди тех, кто подал прошение о материальной помощи и получил компенсацию после того, как французы на несколько дней захватили Дмитров осенью 1812 года. Немков ссылался на полное разорение и потерю своих торговых заведений.
Купец из рода Немковых, Егор Андреянович Немков купил Луговую фабрику, расположенную на правом берегу реки Яхрома. Владельцами этой фабрики ранее были Тугариновы.
Немковым также принадлежала фабрика в Дмитрове. Её приобрел в 1852 году Е. А. Немков с аукционных торгов у наследников Тугаринова. Это была одна из первых фабрик, основанных в Московской губернии. Её основал в 1780-х годах И. А. Тугаринов. После продажи производство на фабрике было восстановлено, но в меньших объемах, чем раньше. В 1858 году умер Е. А. Немков. Владельцем Фабрики стал его сын Иван Егорович Немков, родившийся в 1825 году. Во время своего руководства фабрикой он усовершенствовал технологию суконного производства.
В 1870—1880-х годах дела на фабрике шли успешно. В 1883 году Иван Егорович вместе с братьями был возведён в потомственные почётные граждане. В 1880-х годах, в связи с экономическим спадом, объемы производства на фабрике Немкова сократились. В 1880-х годах городская фабрика Немковых включала в себя каменное складское помещение, хозяйственный дом Немковых, конюшни и ткацкие корпуса со служебными помещениями. Около пруда были склад, каменная столярная, кубовая и деревянная красильня. Фабрика каждый год вырабатывала 3000 кусков сукна из шерсти. На Дмитровской фабрике Немковых к 1900-м годам работало 70 рабочих. На Луговой фабрике было занято 150 человек. Во времена открытия Савёловской железной дороги экономическое положение Дмитрова и предприятий на его территории немного улучшилось. Егор Иванович Немков и Сергей Иванович Немков — сыновья Ивана Егоровича Немкова — руководили фабриками в это время. Фабрика Немковых отличалась лучшими условиями труда, чем на уездных фабриках, но это сказывалось и на производительности предприятия.

## Дело «О злоупотреблениях по должности Дмитровского градского головы купца Немкова», 1851 год

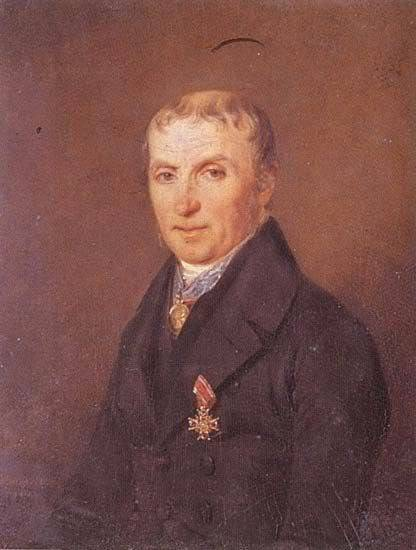
Михаил Иванович Крашенинников, завещавший часть состояния бедным и невестам

26 апреля 1851 года ротмистр П. Урусов составил рапорт московскому военному генерал-губернатору А. А. Закревскому о тех злоупотреблениях, которые совершал купец Егор Андриянович Немков на посту дмитровского градского головы. Приехав в апреле 1851 года в Дмитров, П. Урусов совершил секретное расследование для обнаружения тех незаконных действий, которые совершал Немков при выдаче приданного невестам, а также пособия бедным людям из процентов с капиталов, завещанных купцом Крашенинниковым. Урусов докладывал, что Немков выделял помощь нуждающимся по собственному желанию, и в основном эта помощь выделяется его родственникам или тем, кому он покровительствует. Когда Немков выдаёт деньги, он совершает разные вычеты. Например, берёт 50 копеек на панихиду за упокой души завещателя или 20 копеек серебром на свечи. Вместо того, чтобы выдавать невестам приданное деньгами, как им и причитается, он выделяет продукты питания на свадебное торжество из своей мучной лавки, выдаёт им в качестве приданного ситец, набивные платки, сукно. И товар этот у Немкова стоит дороже, чем его реальная стоимость. Если бедные люди и невесты нуждаются в предметах, которыми не торгует Немков, он выдаёт людям записки, предъявив которые в других торговых лавках можно получить необходимое. Вместо того, чтобы просто выдать людям деньги, которые им положены, он часто оставляет их под разными предлогами: например, заявляет, что деньги нужны на погашение казенных недоимок или высказывает опасения, что невесты могут эти деньги спустить на что-то ненужное. Урусов докладывал, что пребывая в Дмитрове, он собрал сведения, что купец Немков — собственник трактирного заведения и мучной лавки — получает выгоду, располагая высокими процентами с денег, которые были завещаны купцом Крашенинниковым. Когда раздаются пособия и приданное, Немков не разрешает присутствовать посторонним лицам при этом, ссылаясь на завещание Крашенинникова.
30 апреля 1851 года статский советник князь Трубецкой прибыл в Дмитров. 1 мая 1851 года он в присутствии дмитровской городской думы вручил градскому голове Егору Андреяновичу Немкову предписание о немедленной сдаче должности и немедленном отъезде в Москву к Московскому военному генерал-губернатору. Городничему было поручено наблюдать за отъездом Немкова.
2 мая 1851 года началось расследование. Было опрошено 75 дмитровских мещан. Из их показаний следовало, что Немков при выдаче денег в присутствии думы ставил на стол кружку, требуя, чтобы каждый, кто получал помощь, клал в кружку 50 копеек серебром. В этом году он предлагал положить в кружку 20 копеек серебром для покупки церковных свечей и отпевания панихиды купца Крашенинникова. Некоторые люди заявили, что Немков давал деньги своим родственникам, у которых и так было достаточно денег. Мещанин Осип Попов заявил, что получал 5 рублей серебром вместо положенных 10 рублей, а в книге расписывался за получение всей суммы. Мещанин Егор Дмитриев Владимиров объявил, что, несмотря на то, что он беден и должен получать не менее 10 рублей серебром согласно духовному завещанию купца Крашенинникова, он получает всего 6 рублей ассигнациями. Владимиров подавал жалобу московскому гражданскому губернатору, но вместо этого получил наказание — его содержали в рабочем доме полгода и высекли розгами. 6 женщин из мещанских семей, вышедших замуж, не получили полной суммы, которая была им положена — 150 рублей серебром. Вместо этого им были выданы разные суммы, от 160 от 400 рублей ассигнациями. На оставшуюся сумму невестам выдавали товары в лавке Немкова. Если нужных товаров не было, сын Немкова выдавал записки, по которым невесты могли получить нужные им товары в лавках купцов Варенцова и Филатова.
В своей докладной записке от 7 мая 1851 года, статский советник князь Трубецкой предлагал отстранить Немкова от занимаемой им должности городского головы:
Человек злонравный, непреклонный, мстительный, он пользуется почти всеобщею ненавистью; но мысль о возвращении его к прежней должности внушает всем страх, тем более сильный, что, зная его характер, ожидают тяжких притеснений. Отдание Немкова под суд будет, кажется, бесполезно, ибо чрез разные происки оправдан может снова быть избранным, и тогда он с новою алчностию, предастся пагубным для общества наклонностям и мести.Князь Трубецкой
Князь Трубецкой заявлял, что если Немков вернётся в Дмитров лишённым своего звания, то тогда его влияние на других людей исчезнет, и могут быть выявлены новые злоупотребления, которые он сделал за все время. По заявлению князя Немков (который на тот момент уже 15 лет был городским головой) перед выборами в своём трактире бесплатно поил и кормил людей, и его они потом в нетрезвом состоянии избирали. Новости в городе про Немкова были встречены радостно. Временно вступил в исполнение должности городского головы купец 3-й гильдии Поленинов, который пользовался всеобщим уважением.
9 мая 1851 года появилось предписание московского военного генерал-губернатора графа А. А. Закревского Дмитровской городской думе, из которого следует, что купец Немков подал прошение про увольнение его со службы, и генерал-адъютант граф Закревский разрешает купцу Поленинову временно исполнять его обязанности. 11 мая 1851 года появилось предложение А. А. Закревского об увольнении купца Немкова от должности городского головы и он предлагал губернскому правлению немедленно уволить Немкова.
Сам Немков заявлял, что у него действительно на столе стояла кружка во время выдачи денег бедным и невестам, но никого туда класть деньги он не заставлял, и каждый жертвовал деньги по своему желанию. Про приданное невест Немков заявлял, что он шёл им на встречу, выдавая приданное до свадьбы, а не после свадьбы, что якобы следовало из завещания Крашенинникова.